# Force de Fargo
Le Force de Fargo est une franchise amatrice de hockey sur glace situé à Fargo dans l'État du Dakota du Nord aux États-Unis. Elle est dans la division ouest de USHL.

## Historique
L'équipe a été créée en 2008.

### Les logotypes

Ancien logo.
Logo actuel.